# Yamaha FZR 600 (3HE)

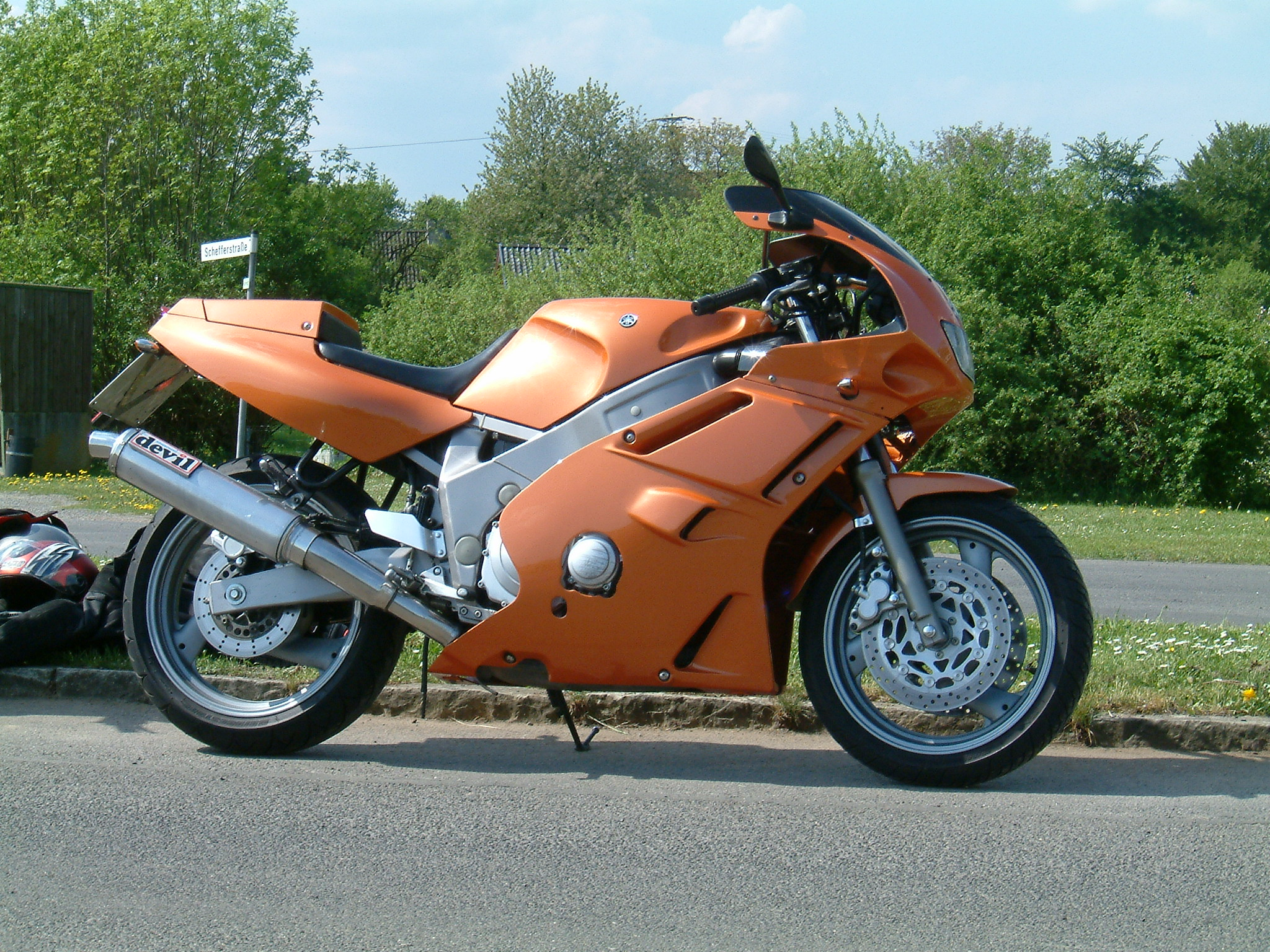
FZR 600 3HE mit gekürztem Heck

Die FZR 600 (3HE) (1989–1993) ist ein Motorradmodell des japanischen Motorradherstellers Yamaha und gehört zu den Supersport-Motorrädern.
Es gibt drei unterschiedliche Modelle, die 3HE, die 3RG und die 3RH. Der einzige Unterschied zwischen den Modellen ist die Werkseinstellung (Drossel und Motorsteuerungsmodul), die über die Motorleistung bestimmt. Das 3HE-Modell leistet maximal 67 kW (91 PS) und ca. 68 Nm Drehmoment bei 10.500/min. Das Modell 3RG hingegen leistet 36 kW (50 PS). Ab 1994 gab es den Nachfolger FZR 600 R (4JH), die bis 1995 gebaut wurde. Technisch haben die 3HE und 4JH jedoch nicht viel gemeinsam.

## Motor
Der Motor der Maschine ist ein wassergekühlter Otto-Viertakt-Vierzylinder-Reihenmotor mit 599 cm³ Hubraum (59,0 × 54,8 mm Bohrung) und zwei oben liegenden Nockenwellen (dohc), die über Tassenstößel mit unten liegenden Ventileinstellplättchen (Shims) 16 Ventile betätigen. Das Gemisch bereitet eine Mikuni BDST32 Vergaserbank auf. Das Motoröl (Nasssumpf-Schmiersystem) bei den Modellen bis 1991 wird durch einen externen Kühler gekühlt. Im Gegensatz zu dem aktiv gekühlten Wasserradiator, hat er keine Lüftereinheit, er wird nur passiv gekühlt. Ab Bj. 91 entfiel der separate Ölkühler und wurde durch einen kühlwasserdurchströmten Ölfilterfuß ersetzt.

## Getriebe
Alle oben aufgeführten Modelle haben ein Sechsgang-Getriebe, das von der vorhergegangenen 400er-Version übernommen wurde, sowie eine Ölbadkupplung. Die Standardübersetzung beträgt 15/45. Bei der 3HE erreicht man im 6. Gang eine Höchstgeschwindigkeit von 230 km/h.

## Zündung
Die Wasted-Spark-Zündung arbeitet mit einer TCI-Einheit (Transistor Charger Ignition) und zwei Zündspulen.

## Räder und Reifen
Serienmäßig wurden Gussräder mit den Maßen 17 Zoll Durchmesser/3 Zoll Breite vorne und 18 Zoll Durchmesser/3,5 Zoll Breite hinten montiert. Ab Bj. 1991 wurde hinten eine 4 Zoll breite Felge verwendet.
Die Standardbereifung für die vordere Felge ist ein 110er-Bridgestone-GS-Tourenreifen. Die Standardbereifung für die hintere Felge ist ein 130er Bridgestone GS-Tourenreifen. Als Hinterreifen kann auch ein Reifen 150er oder 160er Breite (nur mit der 4 Zoll Felge ab 1991) montiert werden.

## Schwachstellen und mögliche Optimierungen
Die FZR 600 ist ein solide konstruiertes und gebautes Motorrad, das auch heutzutage noch viel Spaß macht. Lediglich die zu schwache Fahrwerksauslegung, das aus der FZR 400 übernommene Getriebe, der serienmäßige Laderegler und die für die 89/90er Modelle eingeschränkte Reifenauswahl trüben den positiven Gesamteindruck.

### Getriebe
Das aus der FZR 400 übernommene Getriebe zeigt sich, besonders im zweiten Gang, von der Kraft des Motors überfordert. Ergebnis sind vorzeitiger Verschleiß, unsaubere Schaltvorgänge in den unteren Gängen und vernehmliches Getriebesingen. Eine Abhilfe ist nicht möglich – lediglich ein Verzicht auf hohe Drehzahlen in den unteren Gängen verlängert die Lebenserwartung.

### Reifenkombinationen
Ab Baujahr 1991 wurde hinten eine 4 Zoll breite Felge in Verbindung mit einer etwas breiteren und steiferen Deltabox-Schwinge verwendet.